# 吉尔·班舒瓦
吉尔·班舒瓦（法語：Gilles Binchois，發音：[ʒil bɛ̃ʃwa]；约1400年—1460年9月20日），又称吉尔·德·班什（法語：Gilles de Binche）、吉尔·德·班（法語：Gilles de Bins），法国-弗拉芒作曲家、管风琴家。与同时期的纪尧姆·迪费一样，他是弗拉芒乐派的第一代（勃艮第乐派）代表之一。他于1419年至1423年在蒙斯担任管风琴师，后来据信曾当过兵。后来成为一名教士。他的宗教和世俗音乐作品旋律优美，其歌颂骑士精神和爱情的世俗歌曲尤受当时的王公贵族喜爱。班舒瓦现在被认为在音乐史上占有重要的地位。